# Надь, Ласло (скаут)
Ла́сло Надь (венг. Nagy László; 2 сентября 1921 — 18 декабря 2009) — генеральный секретарь Всемирной организации скаутского движения (1968—1988).

## Биография
Родился в Венгрии. Из-за тяжелой болезни (туберкулез) в 1947 г. покинул Будапешт и обосновался в Швейцарии. Работал журналистом, в 1960-е гг. был корреспондентом швейцарских газет в странах Африки. Автор нескольких книг о политике.
В 1966 г. Надь предпринял двухлетнее критическое исследование состояния скаутского движения во всем мире. Когда это исследование было опубликовано, Всемирная организация скаутского движения (ВОСД) предложила ему реализовать свои рекомендации на практике, и Надь был утвержден исполнительным директором этой организации. Этот пост Ласло Надь занимал с 1968 по 1988 гг. В 1977 г. он удостоен знака «Бронзовый волк» — единственной награды, присуждаемой ВОСД. В 1985 г. Надь завершил свою деятельность по руководству ВОСД изданием книги «250 миллионов скаутов» (англ. 250 Million Scouts).